# 三萜皂苷
三萜皂苷類（英語：Triterpenoid saponins）是苷元为三萜类的皂苷，是一類重要的天然產物。三萜是一类拥有30个碳原子的萜类物质，由六个五碳的异戊二烯单位组装而来。主要分布在五加科、蝶形花科、石竹科、桔梗科、毛茛科、玄参科、葫芦科等植物中。三萜皂苷是植物抵御病原體及食草動物侵害的自我保護機制，並且在植物防禦侵害和信號傳導等方面均發揮重要作用
三萜皂苷是一种两亲性化合物, 在水中可以形成稳定的泡沫, 常用于制作清洁剂、发泡剂和乳化剂等。